# 105 Артемида
105 Артемида (лат. 105 Artemis) је астероид главног астероидног појаса. Приближан пречник астероида је 119,08 km,
а средња удаљеност астероида од Сунца износи 2,373 астрономских јединица (АЈ).
Инклинација (нагиб) орбите у односу на раван еклиптике је 21,459 степени, а орбитални период износи 1336,019 дана (3,657 године). Ексцентрицитет орбите астероида износи 0,175.
Апсолутна магнитуда астероида износи 8,57 а геометријски албедо 0,046.
Астероид је откривен 16. септембра 1868. године.